# Manuscriptologie
La manuscriptologie est une discipline qui étudie les manuscrits anciens ou historiques. Elle s'intéresse à la conservation, à la description, à l'analyse et à l'interprétation des manuscrits, qui sont des documents écrits à la main avant l'invention de l'imprimerie. Cette discipline implique souvent des aspects de paléographie (étude de l'écriture ancienne), de codicologie (étude des manuscrits en tant qu'objets physiques), et peut être liée à des domaines tels que l'histoire, la littérature, la religion et d'autres champs connexes.